# 光叶珍珠花
光叶珍珠花（学名：Lyonia villosa var. sphaerantha）为杜鹃花科珍珠花属下的一个变种。